# Records de France espoirs d'athlétisme
Les records de France espoirs d'athlétisme sont régis par la Fédération française d'athlétisme. Ils constituent les meilleures performances françaises des athlètes de moins de vingt-trois ans.

## Records de France espoirs

### Hommes
| Discipline        | Performance             | Athlète                                                                               | Lieu                  | Date                          | Réf. |
| ----------------- | ----------------------- | ------------------------------------------------------------------------------------- | --------------------- | ----------------------------- | ---- |
| 100 m             | 9 s 92 (RF) (+2,0 m/s)  | Christophe Lemaitre                                                                   | Albi                  | 29 juillet 2011               |      |
| 200 m             | 19 s 80 (RF) (+0,8 m/s) | Christophe Lemaitre                                                                   | Daegu                 | 3 septembre 2011              |      |
| 400 m             | 44 s 83                 | Leslie Djhone                                                                         | Paris                 | 26 août 2003                  |      |
| 800 m             | 1 min 42 s 53           | Pierre-Ambroise Bosse                                                                 | Monaco                | 18 juillet 2014               |      |
| 1 000 m           | 2 min 15 s 31           | Pierre-Ambroise Bosse                                                                 | Ostrava               | 17 juin 2014                  |      |
| 1 500 m           | 3 min 32 s 05           | Mehdi Baala                                                                           | Zurich                | 11 août 2000                  |      |
| 3 000 m           | 7 min 37 s 50           | Morhad Amdouni                                                                        | St-Denis              | 17 juillet 2009               |      |
| 5 000 m           | 13 min 14 s 19          | Morhad Amdouni                                                                        | Rabat                 | 23 mai 2009                   |      |
| 5 km              | 13 min 36 s             | Étienne Daguinos                                                                      | Morton                | 24 avril 2021                 |      |
| 10 000 m          | 28 min 26 s 7           | Philippe Legrand                                                                      | Saint-Maur-des-Fossés | 26 septembre 1979             |      |
| 10 km (route)     | 27 min 25 s             | Julien Wanders                                                                        | Houilles              | 30 décembre 2018              |      |
| Heure             | 18 235 m                | Alexandre Fine                                                                        | Vénissieux            | 14 avril 2017                 |      |
| Semi-marathon     | 1 h 1 min 41 s          | Benoît Zwierzchiewski                                                                 | Lille                 | 6 septembre 1997              |      |
| Marathon          | 2 h 10 min 51 s         | Benoît Zwierzchiewski                                                                 | Reims                 | 12 octobre 1998               |      |
| 110 m haies       | 12 s 97 (RF) (+1,0 m/s) | Ladji Doucouré                                                                        | Angers                | 15 juillet 2005               |      |
| 400 m haies       | 48 s 92                 | Stéphane Diagana                                                                      | Split                 | 29 août 1990                  |      |
| 3 000 m steeple   | 8 min 12 s 24           | Bouabdellah Tahri                                                                     | Paris                 | 21 juillet 1999               |      |
| Saut en hauteur   | 2,32 m                  | Franck Verzy                                                                          | Londres               | 20 août 1983                  |      |
| Saut à la perche  | 5,93 m                  | Jean Galfione Romain Mesnil                                                           | Annecy Göteborg       | 25 juillet 1993 1er août 1999 |      |
| Saut en longueur  | 8,25 m (+1,7 m/s)       | Erwan Konaté                                                                          | Bergen                | 18 juillet 2025               |      |
| Triple saut       | 17,98 m (RF) (+1,2 m/s) | Teddy Tamgho                                                                          | New York              | 12 juin 2010                  |      |
| Lancer du poids   | 19,67 m                 | Yves Brouzet                                                                          | Colombes              | 18 juillet 1970               |      |
| Lancer du disque  | 61,70 m                 | Lolassonn Djouhan                                                                     | Vannes                | 9 mars 2013                   |      |
| Lancer du marteau | 80,88 m                 | Nicolas Figère                                                                        | Amsterdam             | 15 juillet 2001               |      |
| Lancer du javelot | 80,86 m                 | Teuraiterai Tupaia                                                                    | Strasbourg            | 16 juin 2021                  |      |
| Décathlon         | 8 446 pts               | Kevin Mayer                                                                           | Moscou                | 11 août 2013                  |      |
| 4 × 100 m         | 38 s 53                 | Équipe nationale Antoine Richard Pascal Barré Patrick Barré Herman Panzo              | Moscou                | 1er octobre 1980              |      |
| 4 × 400 m         | 3 min 2 s 3             | Équipe nationale Gilles Bertould Christian Nicolau Jacques Carette Jean-Claude Nallet | Athènes               | 20 septembre 1969             |      |
| 1 heure marche    | 14,514 km               | Anthony Gillet                                                                        | Rennes                | 8 mars 1998                   |      |
| 20 000 m marche   | 1 h 23 min 48 s 3       | Jean Blancheteau                                                                      | Balma                 | 15 novembre 2015              |      |
| 50 000 m marche   | 4 h 07 min 49 s 5       | David Boulanger                                                                       | Héricourt             | 29 septembre 1996             |      |
| 20 km marche      | 1 h 21 min 43 s         | Gabriel Bordier                                                                       | Alytus                | 19 mai 2019                   |      |
| 50 km marche      | 4 h 01 min 24 s         | David Kuster                                                                          | Tilburg               | 4 octobre 2020                |      |

### Femmes
| Discipline           | Performance         | Athlète                                                                 | Lieu                                 | Date                     | Réf.  |
| -------------------- | ------------------- | ----------------------------------------------------------------------- | ------------------------------------ | ------------------------ | ----- |
| 100 m                | 11 s 15 (+2,0 m/s)  | Sylviane Félix Chantal Rega                                             | Bonneuil-sur-Marne Villeneuve-d'Ascq | 24 mai 1998 26 juin 1976 |       |
| 200 m                | 22 s 31 (+1,15 m/s) | Muriel Hurtis                                                           | Séville                              | 24 août 1999             |       |
| 400 m                | 50 s 84             | Marie-José Pérec                                                        | Split                                | 29 août 1990             |       |
| 800 m                | 1 min 58 s 86       | Rénelle Lamote                                                          | Pékin                                | 27 août 2015             |       |
| 1 000 m              | 2 min 36 s 66       | Florence Giolitti                                                       | Marseille                            | 1er juillet 1986         |       |
| 1 500 m              | 4 min 05 s 78       | Florence Giolitti                                                       | Zurich                               | 19 août 1987             |       |
| Mile                 | 4 min 28 s 72       | Florence Giolitti                                                       | Paris                                | 22 juillet 1986          |       |
| 3 000 m              | 8 min 38 s 97       | Marie-Pierre Duros                                                      | Nice                                 | 10 juillet 1989          |       |
| 5 000 m              | 15 min 20 s 94      | Sara Benfarès                                                           | Munich                               | 18 août 2022             |       |
| 5 km                 | 16 min 15 s         | Aude Clavier                                                            | Monaco                               | 14 février 2021          |       |
| 5 km                 | 15 min 53 s         | Aude Clavier                                                            | Lille                                | 6 novembre 2021          |       |
| 10 000 m             | 32 min 28 s 57      | Alessia Zarbo                                                           | Eugene                               | 13 mai 2022              |       |
| 10 km (route)        | 33 min 0 s          | Alessia Zarbo                                                           | Madrid                               | 31 décembre 2020         |       |
| 10 km (route)        | 32 min 47 s         | Margaux Sieracki                                                        | Paris                                | 26 septembre 2021        |       |
| Heure                | 16 986 m            | Valérie Duvialard                                                       | Gaillon                              | 26 mars 1995             |       |
| Semi-marathon        | 1 h 12 min 51 s     | Mélody Julien                                                           | Gdynia                               | 17 octobre 2020          |       |
| Marathon             | 2 h 52 min 49 s     | Lætitia Carne                                                           | Lyon                                 | 26 octobre 1997          |       |
| Marathon             | 2 h 40 min 24 s     | Mélody Julien                                                           | Amsterdam                            | 17 octobre 2021          |       |
| 100 m haies          | 12 s 65 (+1,5 m/s)  | Monique Ewanje-Epée                                                     | Duisbourg                            | 28 août 1989             |       |
| 400 m haies          | 55 s 49             | Sylvanie Morandais                                                      | Monaco                               | 20 juillet 2001          |       |
| 3 000 m steeple      | 9 min 31 s 46       | Claire Palou                                                            | Nice                                 | 12 juin 2021             |       |
| Saut en hauteur      | 1,96 m              | Maryse Ewanje-Epée                                                      | Colombes                             | 21 juillet 1985          |       |
| Saut à la perche     | 4,61 m              | Marion Fiack-Sidéa                                                      | Orléans                              | 18 janvier 2014          |       |
| Saut en longueur     | 6,85 m (+1,2 m/s)   | Aurélie Félix                                                           | Göteborg                             | 30 juillet 1999          |       |
| Triple saut          | 14,20 m (+1,8 m/s)  | Rouguy Diallo                                                           | Eugene                               | 26 juillet 2014          |       |
| Lancer de poids      | 17,44 m             | Jessica Cérival                                                         | Noisy-le-Grand                       | 8 juin 2004              |       |
| Lancer de disque     | 63,87 m             | Mélina Robert-Michon                                                    | Miramas                              | 13 juin 2001             |       |
| Lancer de marteau    | 74,39 m             | Alexandra Tavernier                                                     | Pékin                                | 26 août 2015             |       |
| Lancer de javelot    | 59,73 m             | Margaux Nicollin                                                        | Tomblaine                            | 25 juillet 2015          |       |
| Heptathlon           | 6396 pts            | Nathalie Teppe                                                          | Lyon                                 | 2 juillet 1994           |       |
| Décathlon            | 7705 pts            | Noémie Desailly                                                         | Talence                              | 14 juillet 2024          |       |
| 4 × 100 m            | 43 s 24             | Sandra Citté Fabé Dia Doris Deruel Fabienne Feraez                      | Montauban                            | 5 août 1998              |       |
| 4 × 400 m            | 3 min 30 s 33       | Équipe nationale Sokhna Lacoste Louise Maraval Camille Séri Shana Grebo | Tallinn                              | 11 juillet 2021          |       |
| 5 000 m marche       | 21 min 57 s 91      | Clémence Beretta                                                        | Blois                                | 23 juin 2018             |       |
| 10 000 m marche      | 45 min 03 s 76      | Pauline Stey                                                            | Angers                               | 27 juin 2021             |       |
| 1 heure marche       | 13 008 m            | Camille Moutard                                                         | Saran                                | 2 octobre 2022           |       |
| 20 000 m marche      | 1 h 39 min 28 s 0   | Eloïse Terrec                                                           | Balma                                | 4 novembre 2018          | [ 1 ] |
| 20 km marche (route) | 1 h 31 min 17 s     | Pauline Stey                                                            | Espoo                                | 12 juillet 2023          |       |
| 50 km marche (route) | 4 h 44 min 55 s     | Maéva Casale                                                            | Balma                                | 27 octobre 2019          |       |

## Records de France espoirs en salle

### Hommes
| Discipline       | Performance    | Athlète               | Lieu      | Date            | Réf. |
| ---------------- | -------------- | --------------------- | --------- | --------------- | ---- |
| 50 m             | 5 s 71         | Christophe Lemaitre   | Liévin    | 12 février 2012 |      |
| 60 m             | 6 s 48         | Jimmy Vicaut          | Göteborg  | 2 mars 2013     |      |
| 200 m            | 20 s 36 (RF)   | Bruno Marie-Rose      | Liévin    | 22 février 1987 |      |
| 400 m            | 46 s 40        | Ludovic Ouceni        | Eaubonne  | 29 janvier 2022 |      |
| 800 m            | 1 min 46 s 92  | Florent Lacasse       | Liévin    | 24 février 2002 |      |
| 1 000 m          | 2 min 17 s 63  | Pierre-Ambroise Bosse | New York  | 15 février 2014 |      |
| 1 500 m          | 3 min 37 s 05  | Mehdi Baala           | Stuttgart | 6 février 2000  |      |
| 3 000 m          | 7 min 52 s 08  | Jimmy Gressier        | Miramas   | 16 février 2019 |      |
| 50 m haies (106) | 6 s 36 (RF)    | Ladji Doucouré        | Liévin    | 26 février 2005 |      |
| 60 m haies (106) | 7 s 42 (RF)    | Ladji Doucouré        | Liévin    | 26 février 2005 |      |
| Saut en hauteur  | 2,27m          | Jean-Charles Gicquel  | Paris     | 28 janvier 1989 |      |
| Saut à la perche | 5,84 m         | Jean Galfione         | Grenoble  | 14 mars 1992    |      |
| Saut en longueur | 7,98 m         | Teddy Tamgho          | Paris     | 5 mars 2011     |      |
| Saut en longueur | 7,98 m         | Erwan Konaté          | Karlsruhe | 28 janvier 2022 |      |
| Triple saut      | 17,92 m (WR)   | Teddy Tamgho          | Paris     | 6 mars 2011     |      |
| Poids (7 kg)     | 19,04 m        | Frédéric Dagée        | Bordeaux  | 22 février 2014 |      |
| Heptathlon salle | 6 297 pts      | Kévin Mayer           | Göteborg  | 3 mars 2013     |      |
| 5 000 m marche   | 18 min 51 s 73 | Gabriel Bordier       | Rennes    | 2 février 2019  |      |

### Femmes
| Discipline       | Performance    | Athlète                                                                    | Lieu         | Date            | Réf.  |
| ---------------- | -------------- | -------------------------------------------------------------------------- | ------------ | --------------- | ----- |
| 50 m             | 6 s 14         | Frédérique Bangué                                                          | Liévin       | 16 février 1997 |       |
| 60 m             | 7 s 11         | Frédérique Bangué                                                          | Liévin       | 16 février 1997 |       |
| 200 m            | 22 s 84        | Muriel Hurtis                                                              | Liévin       | 21 février 1999 |       |
| 400 m            | 52 s 79        | Sokhna Lacoste                                                             | Metz         | 12 février 2022 |       |
| 800 m            | 2 min 01 s 97  | Rénelle Lamote                                                             | Glasgow      | 24 janvier 2015 |       |
| 1 000 m          | 2 min 39 s 55  | Virginie Fouquet                                                           | Eaubonne     | 28 février 1997 |       |
| 1 500 m          | 4 min 12 s 62  | Claire Palou                                                               | Miramas      | 21 février 2021 | [ 2 ] |
| 3 000 m          | 9 min 01 s 43  | Sara Benfares                                                              | Liévin       | 9 février 2021  | [ 3 ] |
| 5 000 m          | 15 min 31 s 62 | Liv Westphal                                                               | Boston       | 6 décembre 2014 |       |
| 50 m haies (84)  | 6 s 97         | Cindy Billaud                                                              | Bordeaux     | 17 février 2008 |       |
| 60 m haies (84)  | 7 s 78         | Cyréna Samba-Mayela                                                        | Belgrade     | 19 mars 2022    |       |
| Saut en hauteur  | 1,95 m         | Maryse Ewanje-Epée                                                         | Göteborg     | 4 mars 1984     |       |
| Saut à la perche | 4,61 m         | Marion Fiack                                                               | Orléans      | 18 janvier 2014 |       |
| Saut en longueur | 6,84 m         | Éloyse Lesueur                                                             | Gainesville  | 26 janvier 2008 |       |
| Triple saut      | 14,16 m        | Rouguy Diallo                                                              | Aubière      | 27 février 2016 |       |
| Poids (4 kg)     | 16,91 m        | Jessica Cerival                                                            | Aubière      | 22 février 2004 |       |
| Pentathlon       | 4 723 pts      | Solène Ndama                                                               | Glasgow      | 1er mars 2019   | [ 4 ] |
| 4 × 200 m        | 1 min 36 s 65  | Équipe nationale Solenn Compper Déborah Sananes Derisha Jeffers Eva Berger | Halle        | 1er mars 2014   |       |
| 3 000 m marche   | 12 min 26 s 45 | Pauline Stey                                                               | Val de Reuil | 11 février 2023 |       |